# Trucy-l’Orgueilleux
Trucy-l’Orgueilleux település Franciaországban, Nièvre megyében. Lakosainak száma 218 fő (2022. január 1.). Trucy-l’Orgueilleux Breugnon, Corvol-l’Orgueilleux, Billy-sur-Oisy és Oisy községekkel határos.

## Népesség
A település népessége az elmúlt években az alábbi módon változott:
| Lakosok száma | 225  | 221  | 224  | 220  | 220  | 219  | 220  | 219  | 218  |
|               | 2013 | 2015 | 2016 | 2017 | 2018 | 2019 | 2020 | 2021 | 2022 |